# Асалем (дегестан)
Асалем (перс. اسالم) — дегестан в Ірані, у бахші Асалем, в шагрестані Талеш остану Ґілян. За даними перепису 2006 року, його населення становило 20226 осіб, які проживали у складі 4765 сімей.

## Населені пункти
До складу дегестану входять такі населені пункти:
- Алялян-е-Кадім
- Баладег
- Бодаґ-Махале
- Варде-Сара
- Ґаріб-Махале
- Ґіляк-Махале-Алялян
- Ґілянде
- Джанґ-е-Міре
- Єґане-Махале
- Заман-Махале
- Калах-Сара
- Канді-Сара
- Карбанд
- Карім-Сара
- Ламір-е-Софлі
- Лачу-Махале
- Міянде-Паїн
- Нарендж-Дул
- Ровгам-Бейк-Махале
- Ростам-Махале
- Сіях-Чаль
- Тагер-Бейк-Махале
- Такі-Сара
- Торк-Махале-Алялян
- Уле-Карі-Асалем
- Хадж-Баграм-Махале
- Хаджіє-Махале
- Хадж-Шагбаз-Махале
- Ханекаг-Бала-ва-Паїн
- Чехре-Махале
- Шейх-Сара